# Les Cendres de Babylone
Les Cendres de Babylone (titre original : Babylon's Ashes) est un roman de science-fiction de l'écrivain américain James S. A. Corey, publié en 2016 puis traduit en français et publié en 2019. Il s'agit du sixième roman de la série The Expanse. 

## Résumé
L'action se passe immédiatement après celle du roman les Jeux de Némésis. La Terre a été ravagée par les chutes de météorites lancés par la Flotte Libre de Marcos Inaros, trois mois auparavant. Les tsunamis, la destruction des infrastructures terrestres et le refroidissement brutal entraînant pénurie et famine, ont provoqué des milliards de victimes. La marine Terrienne, mobilisée pour protéger la planète contre d'éventuels nouveaux météorites, et la MCRN (Marine de la République Martienne) décimée par la trahison de l'Amiral Duarte, sont incapables d'entreprendre une contre-offensive contre les terroristes ceinturiens de la Flotte Libre. 
Seul le Rossinante, le vaisseau de James Holden, en stationnement sur la Lune, est libre de mener une mission de contre-attaque.

## Personnages

### Principaux personnages
- James Holden : le commandant du Rossinante, héros des événements de la station Éros, et de la lutte contre les armes biologiques lâchées par la compagnie Mao-Kwikowski.
- Naomi Nagata : commandant en second du Rossinante, compagne de James Holden.
- Marco Inaros : Amiral de la Flotte Libre, chef militaire de la faction extrémiste de l'APE et auteur de l'attaque contre la Terre.
- Filip Inaros : fils de Marco Inaros et de Naomi Nagata.
- Michio Pa : la capitaine du Connaught est une Ceinturienne indépendante, faisant partie du premier cercle de la Flotte Libre ; mais si son engagement en faveur des Ceinturiens est incontestable, elle doute du bienfondé des méthodes de la Flotte Libre.
- Chrisjen Avasarala : dirigeante de fait des Nations unies.
- Fred Johnson : il dirige la faction modérée de l'APE (Alliance des Planètes Extérieures), qui n'est pas passée aux mains de la Flotte Libre.
- Amos Burton : mécanicien du Rossinante.
- Alex Kamal : pilote du Rossinante.
- Roberta « Bobbie » Drapper : ancien sergent de la Marine Martienne, est toujours la représentante de Chrisjen Avasarala auprès de James Holden.
- Clarissa Mao : fille de Jules-Pierre Mao, libérée de prison par Amos et qui a rejoint l'équipage du Rossinante sur la Lune.

### Autres personnages
- Namono : elle est l'épouse de la pasteur Anna Volovodov ; les deux femmes ont survécu à la chute des météorites sur Terre, elles essaient d'approvisionner leur famille et de participer à l'aide humanitaire.
- Anderson Dawes : leader de l'APE sur Cérès; il fait partie du premier cercle de la Flotte Libre et dirige la faction extrémiste de l'APE avec Marcos Inaros.
- Rosenfeld Guoliang et Nicos Sanjarani : autres membres du premier cercle de la Flotte Libre.
- Emily Richards: nouvelle premier ministre de la République Martienne.
- Nadia, Bertold, Josep, Laura, Oksana et Evans : les époux et épouses de Michio Pa.

## Éditions
- Babylon's Ashes, Orbit, 6 décembre 2016, 538 p.  (ISBN 978-0-316-33474-7)
- Les Cendres de Babylone, Actes Sud, coll. « Exofictions », 6 février 2019, trad. Yannis Urano, 608 p.  (ISBN 978-2-330-11901-0)
- Les Cendres de Babylone, Actes Sud, coll. « Babel » no 1715, 7 octobre 2020, trad. Yannis Urano, 720 p.  (ISBN 978-2-330-14099-1)
- Les Cendres de Babylone, Le Livre de poche, coll. « Imaginaire » no 36426, 23 mars 2022, trad. Yannis Urano, 992 p.  (ISBN 978-2-253-26065-3)